# 志村の相互法則
数学において、志村の相互法則（しむらのそうごほうそく、英: Shimura's reciprocity law）は、特異モジュライにおけるモジュラー函数の値への虚二次体のイデールの作用を記述する。 Shimura (1971)により導入された。そのような体に対する明示的な類体論であるクロネッカーの青春の夢の一部をなす。高次元への一般化もある。